# 서울공진초등학교
서울공진초등학교는 대한민국 서울특별시 강서구에 있는 공립 초등학교이다.

## 학교 연혁
- 1992년 11월 5일: 가양동(새주소: 양천로 55길 22)(현 서울서진학교)에서 개교
- 2014년 9월 1일: 마곡지구 (현 위치)로 본교 이전. 구 교사는 일시적으로 분교로 전환
- 2015년 3월 1일: 구 교사 폐지. 분교의 학생들은 서울탑산초등학교로 일괄 전학 조치.

- 2022년 11월 5일: 개교 30주년

## 기타
인접한 지역에 서울탑산초등학교가 개교하자 공진초등학교에는 임대아파트 학생들만 배정받게 되었다. 임대아파트는 저소득 주민들이 장기간 거주하는 특성으로 인해 단지째 고령화가 진행되면서 학생수가 급감하였고, 결국 마곡도시개발사업지구로 본교를 이전하게 되었다. 본래는 이전과 동시에 기존 학생들을 전학시키려고 했으나, 주민들의 요청에 따라 2014학년도까지 구 교사를 분교장으로 유지하였다.

## 참고 자료
- 서울공진초등학교 - 한국교육학술정보원 학교알리미